# Iput I.
Iput I. war eine Königin der altägyptischen 6. Dynastie. Sie war eine Tochter von Pharao Unas, dem letzten Herrscher der 5. Dynastie und die Gemahlin von Pharao Teti II., dem Begründer der 6. Dynastie. Das einzige bekannte Kind aus dieser Ehe ist Tetis Thronfolger Pepi I.

## Grabstätte
Für Iput I. wurde nördlich der Grabanlage ihres Gemahls eine Mastaba errichtet, die während der Herrschaft von Pepi I. nachträglich in eine Königinnenpyramide umgestaltet wurde. Das Bauwerk hat eine Seitenlänge von 21 m und wurde 1898 von Victor Loret entdeckt. Lange Zeit war umstritten, ob es sich bei diesem Grab tatsächlich um eine Pyramide handelte. Erst erneute Grabungen, die 1995 unter der Leitung von Zahi Hawass begannen, konnten dies bestätigen. Die Grabkammer war unberaubt, neben zahlreichen Grabbeigaben konnten auch Knochenreste des Leichnams von Iput I. gefunden werden.